# Crataemespilus x canescens
×Crataemespilus canescens ist eine, im Jahr 1990 erstmals beschriebene, spontan entstandene Gattungshybride zwischen der Deutschen Mispel und einer nordamerikanischen Weißdornart. Fundort war ein Wäldchen in Arkansas. Der nur wenige Individuen umfassende Bestand war ursprünglich als neue Mispelart mit reliktärer Verbreitung beschrieben und Mespilus canescens benannt worden, ehe durch genetische Tests seine Hybridnatur erkannt wurde. Er wurde daraufhin von seinem Erstbeschreiber selbst der Nothogattung  ×Crataemespilus zugeordnet.

## Beschreibung
×Crataemespilus canescens ist ein Strauch von etwa 2 bis 5 Meter Wuchshöhe. Die Borke der Stämme schuppt in unregelmäßig geformten Streifen, in verschiedenen blassen Farbtönen. Die Zweige tragen gelegentlich wenige, gerade Dornen, sie sind in der Jugend filzig grau behaart. Die grau gefärbten Laubblätter sind 2 bis 4 Zentimeter lang, schmal elliptisch bis verkehrteiförmig, Der Blattrand zur Spitze hin fein gesägt. Die Blüten erscheinen im April und halten etwa eine Woche. Die zwittrigen, etwa 18 bis 20 Millimeter breiten Blüten sind fünfzählig. Die fünf Blütenkronblätter sind weiß, werden jedoch beim Trocknen leicht orangefarben. Es sind etwa 20 Staubblätter vorhanden. Die Früchte sind rot und von runder Form.
×Crataemespilus canescens ist nicht wie die Deutsche Mispel diploid, sondern besitzt einen dreifachen Chromosomensatz (Triploidie). Sie verbreitet sich agamosperm, wobei der Samenansatz äußerst gering ist.

## Verbreitung und Standortansprüche
Das einzige natürliche Vorkommen von ×Crataemespilus canescens wurde 1970 entdeckt und umfasst 25 Pflanzen in einem kleinen Laubwald von etwa 9 Hektar in Arkansas. Das Gebiet ist als Konecny Grove Natural Area bekannt und ist in Privatbesitz, wird jedoch von der Arkansas Natural Heritage Commission betreut. Der Wald war von Prärie umgeben, die zu Kulturland umgewandelt wurde. ×Crataemespilus canescens wächst dort zusammen mit Weißdornarten (Crataegus spec.), dem Großblättrigem Zürgelbaum (Celtis laevigata), der Roten Maulbeere (Morus rubra) und mit Stechwindenarten (Smilax spec.). Stecklinge werden im Missouri Botanical Garden gezogen.

## Systematik
Die Sippe wurde 1990 formal beschrieben und zunächst der Gattung Mespilus als neue Art zugeordnet. Im Jahr 2007 zeigten phylogenomische Untersuchungen (Untersuchungen der Verwandtschaft anhand des Vergleichs homologer DNA-Sequenzen) eine enge Verwandtschaft der beiden vermuteten Mespilus-Arten mit der Gattung der Weißdorne, demnach würden sie zusammen mit der Art Crataegus brachyacantha Sarg. & Engelm. eine Klade bilden. Inkongruenzen zwischen den ermittelten Verwandtschaftsverhältnissen zwischen dem Kerngenom und dem eigenständigen Erbgut der Chloroplasten legten dabei nahe, dass es sich bei Mespilus canescens in Wirklichkeit um einen Hybriden handeln müsse, dies ist nach den morphologischen Merkmalen möglich und wurde inzwischen allgemein akzeptiert. Die zweite Elternart ist wahrscheinlich Crataegus brachyacantha, dies ist aber nicht sicher nachgewiesen. Nach Überprüfung wurden eingeführte, kultivierte Mispeln, die eine Hybridisierung ermöglicht hätten, in einem Gehölzbestand nahe dem einzigen Fundort nachgewiesen.
Ob es sich bei der Sippe tatsächlich um einen Gattungsbastard handelt, ist abhängig von der systematischen Stellung der Deutschen Mispel, der einzigen Art der, nach Aufdeckung der Hybridnatur von ×Crataemespilus canescens wieder monotypischen Gattung Mespilus. Diese wird von den meisten Taxonomen als eigenständige Gattung aufrechterhalten, von einigen aber in eine weiter gefasste Gattung Crataegus mit einbezogen.
Die Nothogattung ×Crataemespilus umfasst neben ×Crataemespilus canescens zwei weitere Arten, darunter die oft als Ziergehölz gepflanzte ×Crataemespilus grandiflora (Smith) Camus, eine Hybride zwischen der deutschen Mispel und dem Zweigriffeligen Weißdorn (Crataegus laevigata). Außerdem existieren, als +Crataegomespilus Simon-Louis ex Bellair bezeichnete Pfropfchimären, die allerdings in ihrer Merkmalsausprägung instabil sind.